# Leśna (gmina)
Leśna – gmina miejsko-wiejska w województwie dolnośląskim, w powiecie lubańskim. Siedziba gminy to miasto Leśna.
W latach 1975–1998 gmina położona była w województwie jeleniogórskim. 15 stycznia 1976 z gminy Leśna wyłączono sołectwa Karłowiec i Giebułtów, włączając je do gminy Mirsk.
Według danych z 20 sierpnia 2009 gminę zamieszkiwało 10 637 osób.
W tym:
miasto: 4648 osób
obszar wiejski: 5989 osób
Według danych z 30 czerwca 2020 roku gminę zamieszkiwało 9937 osób.

## Struktura powierzchni
Według danych z roku 2002 gmina Leśna ma obszar 104,5 km², w tym:
- użytki rolne: 65%
- użytki leśne: 24%

Gmina stanowi 24,41% powierzchni powiatu.

## Demografia

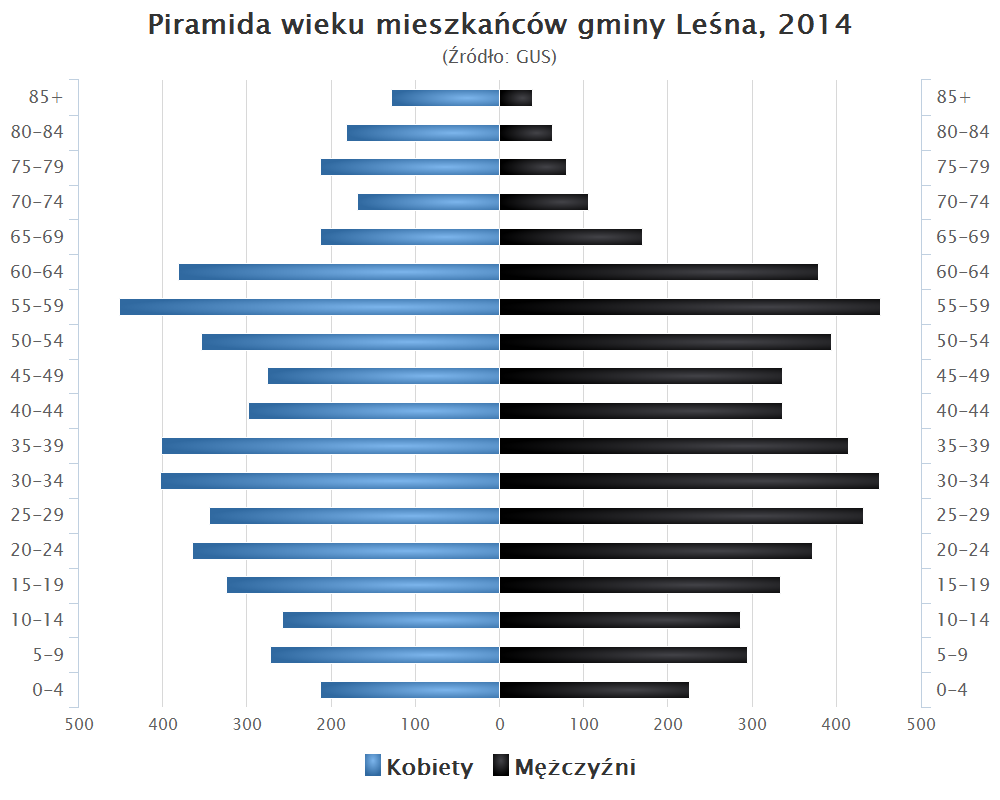
Piramida wieku mieszkańców gminy Leśna w 2014 roku

Dane z 30 czerwca 2004:
| Opis                              | Ogółem | Ogółem | Kobiety | Kobiety | Mężczyźni | Mężczyźni |
| --------------------------------- | ------ | ------ | ------- | ------- | --------- | --------- |
| jednostka                         | osób   | %      | osób    | %       | osób      | %         |
| populacja                         | 10 779 | 100    | 5496    | 51      | 5283      | 49        |
| gęstość zaludnienia (mieszk./km²) | 103,1  | 103,1  | 52,6    | 52,6    | 50,6      | 50,6      |

## Sołectwa
Bartoszówka, Grabiszyce (obejmuje Grabiszyce Dolne, Grabiszyce Górne i Grabiszyce Średnie), Kościelniki Górne, Kościelniki Średnie, Miłoszów, Pobiedna, Smolnik, Stankowice, Szyszkowa, Świecie, Wolimierz, Zacisze, Złotniki Lubańskie, Złoty Potok.
Miejscowości bez statusu sołectwa: Janówka, Jurków, Sucha (Sucha-Czocha).

## Sąsiednie gminy
Gryfów Śląski, Lubań, Mirsk, Olszyna, Platerówka, Świeradów-Zdrój. Gmina sąsiaduje z Czechami.